# Зарицкий, Алексей Александрович
Алексей Александрович Зарицкий (бел. Аляксей Аляксандравіч Зарыцкі) — белорусский советский поэт и переводчик. Член Союза писателей СССР (1935). Участник Великой Отечественной войны.

## Биография
Алексей Зарицкий родился 9 (22) марта 1911 года в Хотимске, расположенном ныне на территории Могилёвской области Беларуси, в семье служащего в военном интендантстве. Раннее детство прожил в деревне Остерманск, недалеко от Жлобина. В 1928 году окончил среднюю школу в Бобруйске, после чего работал разнорабочим на кирпичном заводе, сортировщиком леса на пристани, помощником животновода в совхозе, электромотористом на деревообрабатывающем комбинате. В 1932 году поступил на немецкий факультет Московского института иностранных языков.
В 1938 году был призван в армию, где с перерывом в несколько месяцев прослужил до лета 1946 года. В первый год Великой Отечественной войны был помощником начальника разведывательного отдела одного из воздушно-десантных корпусов; позднее — инструктором армейского политотдела.
После войны некоторое время заведывал отделом поэзии журнала «Полымя». В 1946 году по заданию издательства побывал в Киеве, где познакомился с Павлом Тычиной, который организовал творческий вечер белорусского поэта в Киевском Доме писателей. Позднее Зарицкий написал стихотворение, посвящённое украинскому поэту, в котором выражал ему огромную благодарность за поддержку.

## Творчество
Лирика Зарицкого посвящена героизму и созидательному труду советского человека. В стихах присутствует повествовательность, сдержанность в проявлении чувств, умение раскрыть философский смысл в обычных окружающих явлениях. Во многих его стихах и поэмах отображены яркие страницы революционной борьбы и интернациональной солидарности трудящихся, героические события Великой Отечественной войны.
Первое стихотворение поэта было опубликовано в 1927 году, а в 1932 году вышел его первый сборник стихов «Эпические фрагменты» (бел. Эпічныя фрагменты).
В послевоенное время издавались его сборники на белорусском языке:
- «Днепровское эхо» (бел. Дняпроўскае рэха) — 1946;
- «Орлиный источник» (бел. Арліная крыніца) — 1947;
- «Наш сын» — 1950;
- «Сады рассвета» (бел. Світанскія сады) — 1950;
- «Стихи и поэмы» (бел. Вершы і паэмы) — 1952;
- «Золотое дно» (бел. Залатое дно) — 1955;
- «Через бурные пороги» (бел. Праз бурныя парогі) — 1957;
- «Отправка в рай» (бел. Пасылка ў рай) — 1960;
- «Разговор с сердцем» (бел. Размова з сэрцам) — 1961;
- «Возвращение на Землю» (бел. Вяртанне на зямлю) — 1966;
- «Моя осина» (бел. Мая асяніна) — 1973;
- «В дороге» (бел. У дарогу) — 1973;
- «Купоны на бессмертие» (бел. Талоны на бяссмерце) — 1974;
- «Зов лет» (бел. Пераклічка гадоў) — 1974;
- «У вечернего лагеря» (бел. Каля вячэрняга кастра) — 1979;
- «Тревожный гость» (бел. Трывожная госця) — 1986.

В 1965 году вышла книга рассказов на русском языке «Хизер Мед»; в 1985 году — книга собственных воспоминаний, критических статей, очерков «За слово — дар».